# Perry (Oklahoma)
Perry – miasto w Stanach Zjednoczonych, w stanie Oklahoma, w hrabstwie Noble.